# ライアン・サール
- ライアン・シール

ライアン・グレゴリー・サール（Ryan Gregory Searle , 1989年6月22日 - ）は、オーストラリア連邦クイーンズランド州ブリスベン出身のプロ野球選手（投手）。
石川ミリオンスターズ時代の登録名はライアン・シール。台湾球界での登録名は索爾。

## 経歴
2007年に当時17歳でシカゴ・カブスと契約を結んだ。
2009年開幕前の3月に開催された第2回WBCのオーストラリア代表に選出された。
2013年開幕前の3月に開催された第3回WBCのオーストラリア代表に選出された。
2014年開幕前の3月2日にニューサウスウェールズ州シドニーで初めてオーストラリアで開催されたMLB開幕戦の前に開催された親善試合である「オーストラリアン・チャレンジ」のオーストラリア代表に選出された。シーズンでは独立リーグであるアメリカン・アソシエーションのグランドプレーリー・エアーホッグスと契約を結んだ。
2015年3月11日日本の独立リーグであるベースボール・チャレンジ・リーグの石川ミリオンスターズへ入団した事が発表された。
2016年1月28日に第4回WBC予選のオーストラリア代表に選出された。同大会でオーストラリアは本戦出場を決めている。2月5日に台湾のLamigoモンキーズに移籍。6月10日に、チームがミッチ・タルボットと契約したことにより、外国人枠の関係で退団となった。
2017年2月9日に第4回WBC本戦のオーストラリア代表に選出された。
2019年、プレミア12のオーストラリア代表に選手された。

## 詳細情報

### 年度別投手成績
| 年 度     | 球 団     | 登 板 | 先 発 | 完 投 | 完 封 | 無 四 球 | 勝 利 | 敗 戦 | セ 丨 ブ | ホ 丨 ル ド | 勝 率 | 打 者 | 投 球 回 | 被 安 打 | 被 本 塁 打 | 与 四 球 | 敬 遠 | 与 死 球 | 奪 三 振 | 暴 投 | ボ 丨 ク | 失 点 | 自 責 点 | 防 御 率 | W H I P |
| --------- | --------- | ----- | ----- | ----- | ----- | -------- | ----- | ----- | -------- | ----------- | ----- | ----- | -------- | -------- | ----------- | -------- | ----- | -------- | -------- | ----- | -------- | ----- | -------- | -------- | ------- |
| 2016      | Lamigo    | 15    | 10    | 0     | 0     | 0        | 4     | 5     | 0        | 1           | .444  | 318   | 66.1     | 87       | 8           | 27       | 0     | 7        | 55       | 2     | 1        | 55    | 47       | 6.38     | 1.72    |
| CPBL：1年 | CPBL：1年 | 15    | 10    | 0     | 0     | 0        | 4     | 5     | 0        | 1           | .444  | 318   | 66.1     | 87       | 8           | 27       | 0     | 7        | 55       | 2     | 1        | 55    | 47       | 6.38     | 1.72    |

### 独立リーグでの投手成績
| 年 度     | 球 団     | 登 板 | 勝 利 | 敗 戦 | セ 丨 ブ | 完 投 | 勝 率 | 投 球 回 | 打 者 | 被 安 打 | 被 本 塁 打 | 奪 三 振 | 与 四 球 | 与 死 球 | 失 点 | 自 責 点 | 暴 投 | ボ 丨 ク | 失 策 | 防 御 率 | W H I P |
| --------- | --------- | ----- | ----- | ----- | -------- | ----- | ----- | -------- | ----- | -------- | ----------- | -------- | -------- | -------- | ----- | -------- | ----- | -------- | ----- | -------- | ------- |
| 2015      | 石川      | 22    | 8     | 7     | 0        | 1     | .533  | 135.2    | 569   | 111      | 1           | 113      | 45       | 9        | 47    | 30       | 5     | 4        | 4     | 1.99     | 1.15    |
| 通算：1年 | 通算：1年 | 22    | 8     | 7     | 0        | 1     | .533  | 135.2    | 569   | 111      | 1           | 113      | 45       | 9        | 47    | 30       | 5     | 4        | 4     | 1.99     | 1.15    |

- 各年度の太字はリーグ最高

### 背番号
- 55 （2015年）
- 45 （2016年）

### 代表歴
- 2009 ワールド・ベースボール・クラシック・オーストラリア代表
- 2013 ワールド・ベースボール・クラシック・オーストラリア代表
- 2017 ワールド・ベースボール・クラシック・オーストラリア代表
- 2019 WBSCプレミア12オーストラリア代表